# Dimethoxymethan
Dimethoxymethan, còn gọi là methylal, là chất lỏng dễ cháy, không màu với điểm sôi thấp, độ nhớt thấp và khả năng hòa tan tốt. Nó có mùi giống như cloroform và vị hăng. Nó là dimethyl acetal của formaldehyd. Dimethoxymethan hòa tan trong 3 phần nước và trộn lẫn với phần lớn các dung môi hữu cơ.

## Tổng hợp và cấu trúc
Nó có thể được sản xuất bằng oxy hóa metanol hoặc bằng phản ứng của formaldehyd với metanol. Trong dung dịch axit, nó bị thủy phân để tạo ra formaldehyd và metanol.
Do hiệu ứng anome, dimethoxymethan có xu hướng nghiêng về cấu hình gauche (lệch 60°) xung quanh các liên kết C–O, thay vì cấu hình anti (đối nhau 180°). Do nó là một trong những phân tử nhỏ nhất thể hiện hiệu ứng này, nên nó được quan tâm nhiều trong hóa học cacbohydrat, với dimethoxymethan thường được sử dụng cho các nghiên cứu lý thuyết về hiệu ứng anome.

## Ứng dụng
Trong công nghiệp nó chủ yếu được dùng làm dung môi và trong sản xuất nước hoa, nhựa, chất kết dính, dung dịch tấy sơn và các lớp che phủ bảo vệ.

### Thuốc thử trong tổng hợp hữu cơ
Một ứng dụng khác của dimethoxymethan là bảo vệ các rượu với MOM ete trong tổng hợp hữu cơ. Điều này có thể thực hiện bằng cách sử dụng phosphor pentoxit trong dicloromethan khô hay cloroform. Đây là một phương pháp được ưa thích để sử dụng MOM-Cl. MOM-ete có thể được loại bỏ bằng cách sử dụng metanol với sự có mặt của axit p-toluenesulfonic như là sự thay thế cho axit loãng.